# Вежа Шунь Хін
Вежа Шунь Хін (кит.: 信兴广场) — хмарочос у Шеньчжені, КНР. 
Висота 69-поверхового будинку становить 325 метрів, з урахуванням двох шпилів розташованих на даху висота будівлі становить 384 метри. Свого часу він був найвищим хмарочосом у Шеньчжені, п'ятим за висотою хмарочосом у Китаї та 9 у світі. Будівництво було завершено в 1996 році. Будівництво тривало швидкими темпами по 4 поверхи за 9 діб.
На 69 поверсі розташована обсерваторія Меридіан, краєвид центру.